# Brandevoort
Brandevoort  est un quartier de la ville de Helmond, au sud des Pays-Bas, situé le long de la ligne de chemin de fer reliant Helmond à Eindhoven. Il fait partie du programme Vinex, un plan d'urbanisme coordonné à l'échelle nationale pour accueillir l'accroissement de la population néerlandaise et est développé à partir des années 2000. Il se caractérise par la mise en œuvre du courant du nouvel urbanisme ; la ville ainsi créée suit un plan qui vise à reproduire la forme d'une ville fortifiée du XVIIe siècle.

## Site
Le site initial de Brandevoort, préalablement à l'urbanisation, a une vocation agricole.

## Historique
Le contexte du développement de Brandevoort est le programme Vinex qui vise à construire en périphérie des villes des Pays-Bas des quartiers d'habitation permettant l'accueil de la population néerlandaise en croissance ; entre 1995 et 2015, 81 quartiers sont ainsi aménagés. Le but de ce programme est d'empêcher une urbanisation non contrôlée et un mitage des espaces naturels et agricoles.
Le programme est également porté par la municipalité de Helmond, et notamment par son bourgmestre Sjef Jonkers. Celui-ci nourrit l'ambition de réhabiliter l'image négative de Helmond, considérée comme la cité la moins attractive du Brabant-Septentrional. Il nomme pour ce faire Timon van der Horst comme chef de projet. Deux quartiers sont identifiés comme prioritaires : Dierdonk (nl) à l'est et Brandevoort à l'ouest.
Le quartier est envisagé dès 1990, et le schéma directeur en est publié en 1997. Le quartier est développé à partir de l'an 2000 sous l'égide de l'urbaniste Wim Wissing, du paysagiste Paul van Beek et des architectes Rob Krier et Christoph Kohl,,. Lors de la crise des subprimes, le volontarisme politique fort permet d'éviter la réduction des ambitions initiales et de conserver la logique recherchée au départ ; en revanche, le rythme des ventes ralentit.

## Urbanisme
Le quartier de Brandevoort est conçu suivant les principes du nouvel urbanisme ; le principe fonctionnel est de favoriser au maximum la cohésion sociale des habitants et d'améliorer ainsi la qualité de vie. Les choix faits se fondent sur les principes de la Charte d'Aalborg et en rupture avec l'urbanisme fonctionnel de la Charte d'Athènes : une mixité fonctionnelle est systématiquement recherchée, la règle étant que tous les habitants disposent de tous les services à moins de dix minutes à pieds.
Le trait le plus spécifique de l'urbanisme du quartier est d'avoir reproduit la forme urbaine d'une ville fortifiée — « De Veste » —, notamment grâce à la création d'un canal ceinturant le quartier à l'est et une monumentalité des bâtiments qui jouxtent ce dernier,,. La densité moyenne de 35 logements à l'hectare propre aux quartiers Vinex est en conséquence largement réévaluée dans cette zone centrale. Les quartiers résidentiels qui entourent la Veste, beaucoup moins denses et où la nature est plus présente, sont nommés « Buitens »,.
Le quartier héberge environ dix mille habitants, dont trois mille pour la partie centrale ; une recherche systématique de mixité sociale est faite en mêlant les logements en location et en accession, ainsi que les gammes de prix. Une attention particulière est portée à la conception des espaces publics, notamment en vue de favoriser la sécurité des piétons et des cyclistes ; en particulier, le stationnement des véhicules est découragé sur les espaces publics et relégué aux emplacements privés. D'autre part, les rues sont volontairement étroites pour conférer au quartier un caractère très urbain,.

## Architecture
Le modèle architectural et urbain duquel s'inspire la conception de Brandebvoort est la ville brabançonne du XVIIe siècle et le classicisme brabançon, notamment des villes de Heusden, 's Hertogenbosch et Breda. Pour ce faire, une attention particulière est donnée à l'ornementation des immeubles, notamment dans la partie centrale dite « Veste ». Cette dernière zone utilise des architectures qui ne sont pas spécifiquement établies, mais qui utilisent un style romancé rappelant divers aspects anciens. Chaque façade possède des traits spécifiques afin de différencier les immeubles,,.
La construction utilise largement des matériaux traditionnels de la région, notamment le bois, la pierre et la brique.
Si de nombreux habitants apprécient le cadre de la ville, certains contempteurs se montrent assez critiques de cette architecture qu'ils qualifient de « Disneyland brabançon ».

Vues de la ville de Brandevoort
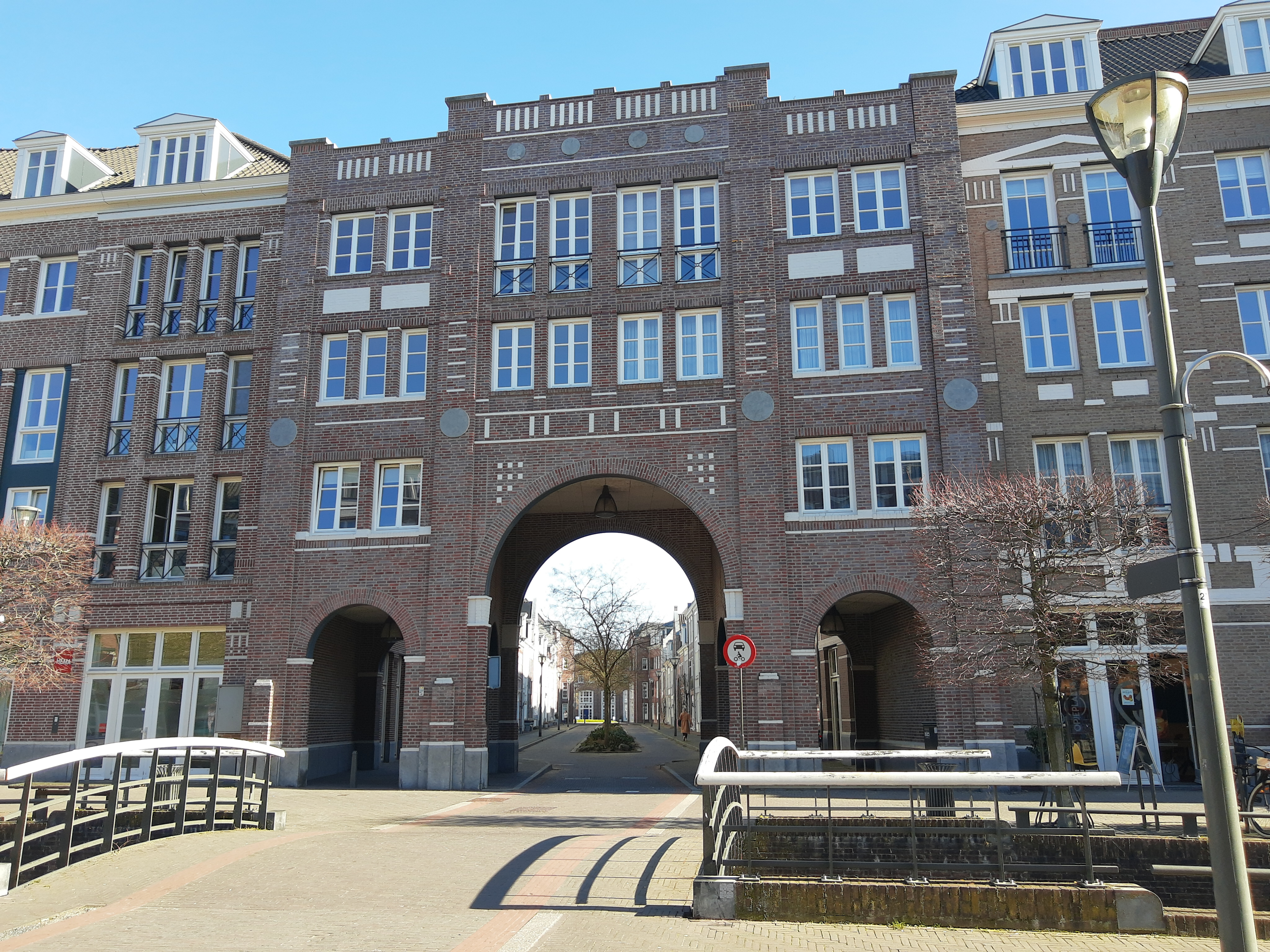
Immeuble ouvrant sur l'espace central De Plaetse du quartier.
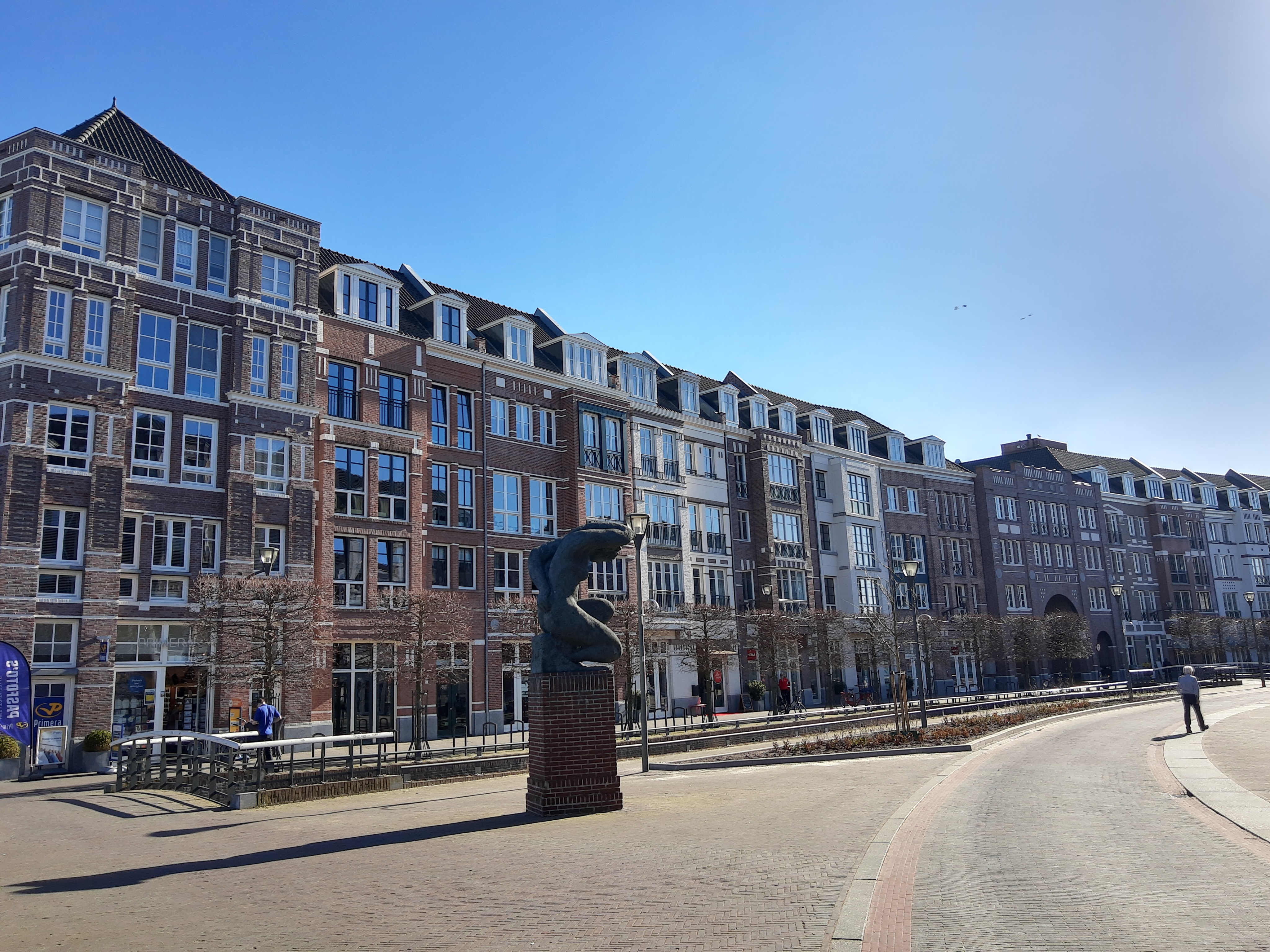
Les façades donnant sur De Plaetse.
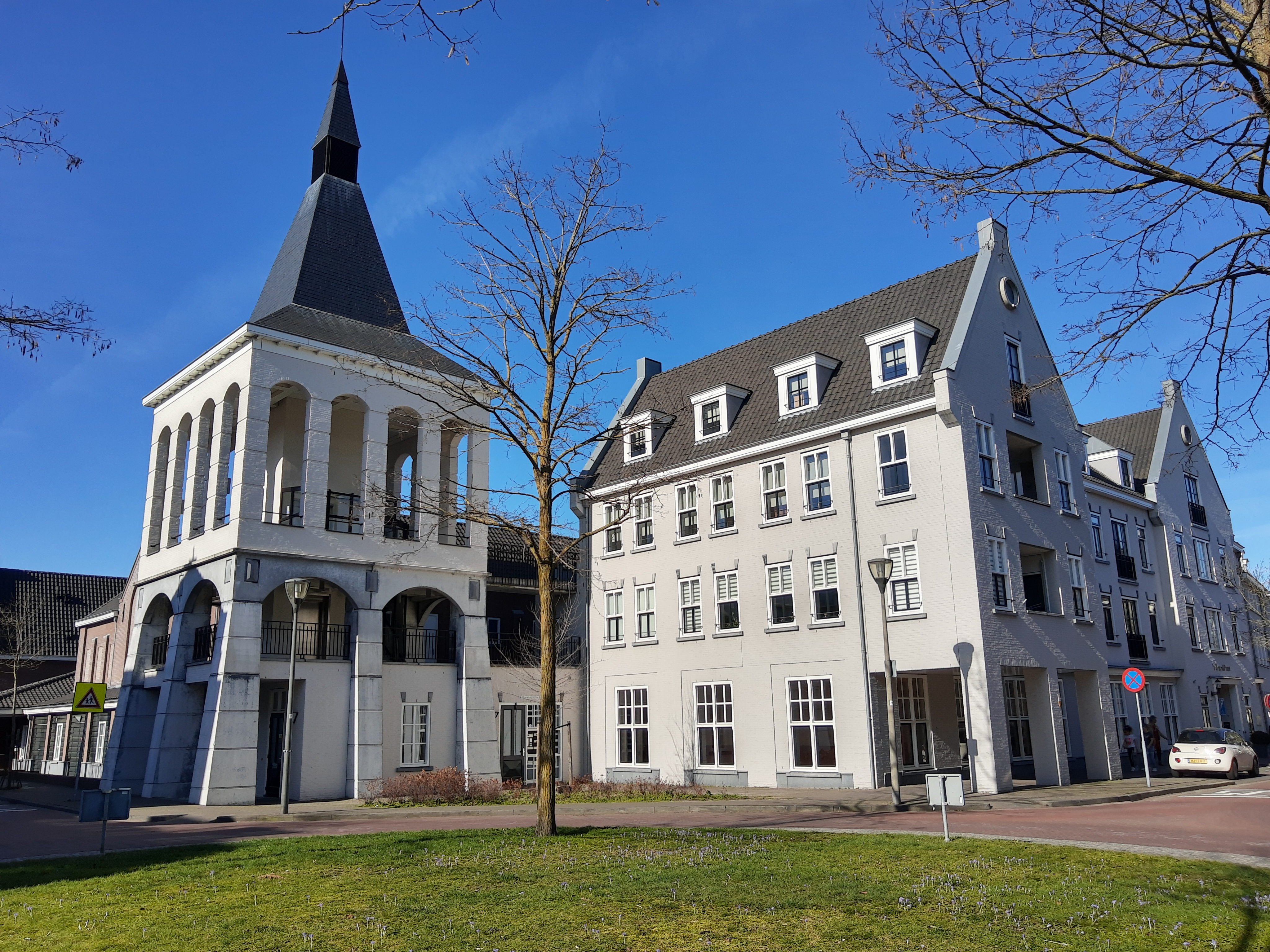
Le centre multifonctionnel du quartier.
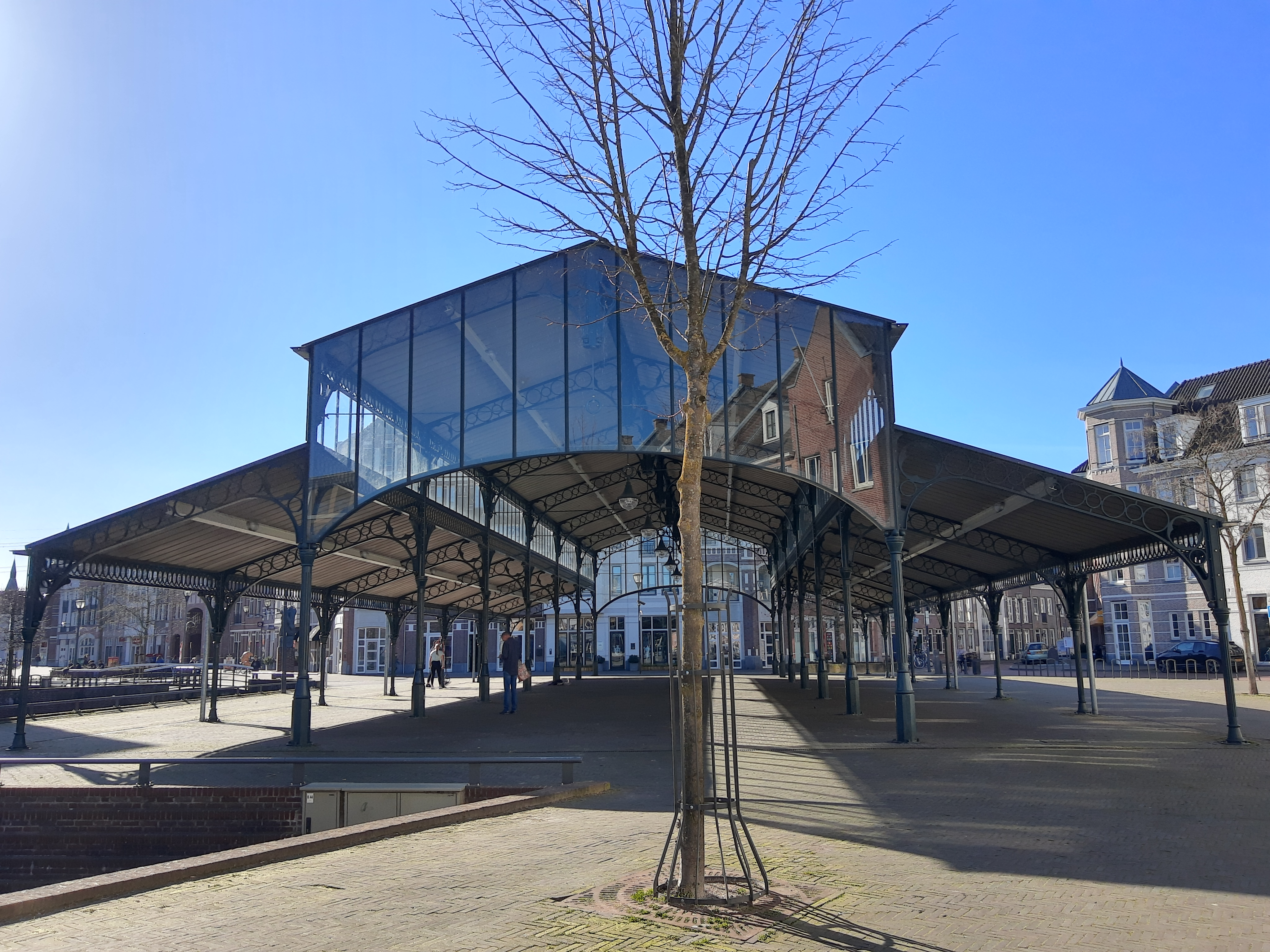
La halle du marché.

## Mobilier et environnement
Une attention particulière est portée aux détails de réalisation. Les plaques signalétiques font notamment l'objet d'une conception cohérente et personnalisée.
Quant à la végétation, une attention particulière est portée à conserver les arbres existants et à mettre en place de nouveaux plants déjà adultes. Un hêtre en particulier est replanté à Biesveldje, dans la partie orientale du quartier, à un coût très important, mais qui donne rapidement un cachet très apprécié au voisinage.